# 陳逸舟

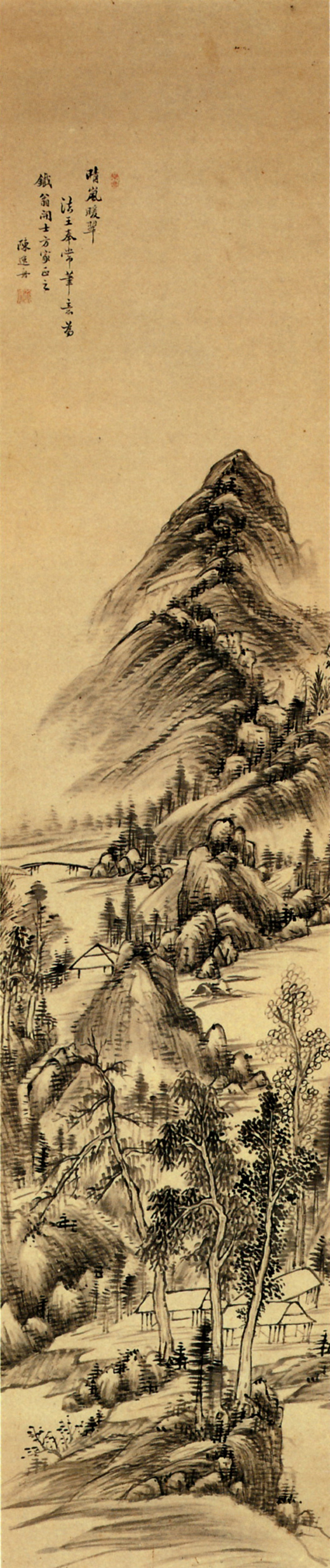
山水図 絹本墨画淡彩 江戸時代中期 橋本コレクション

陳 逸舟（ちん いっしゅう、Chen Yizhou、生卒年不詳）は、中国清代の画人。
貿易商として幾たびか長崎に来舶。山水画に優れ、鉄翁祖門・木下逸雲らに画法を伝えた。
諱は熺、字を元熺、号は逸舟のほかに小鸚鵡洲画史がある。浙江省の人。

## 略伝

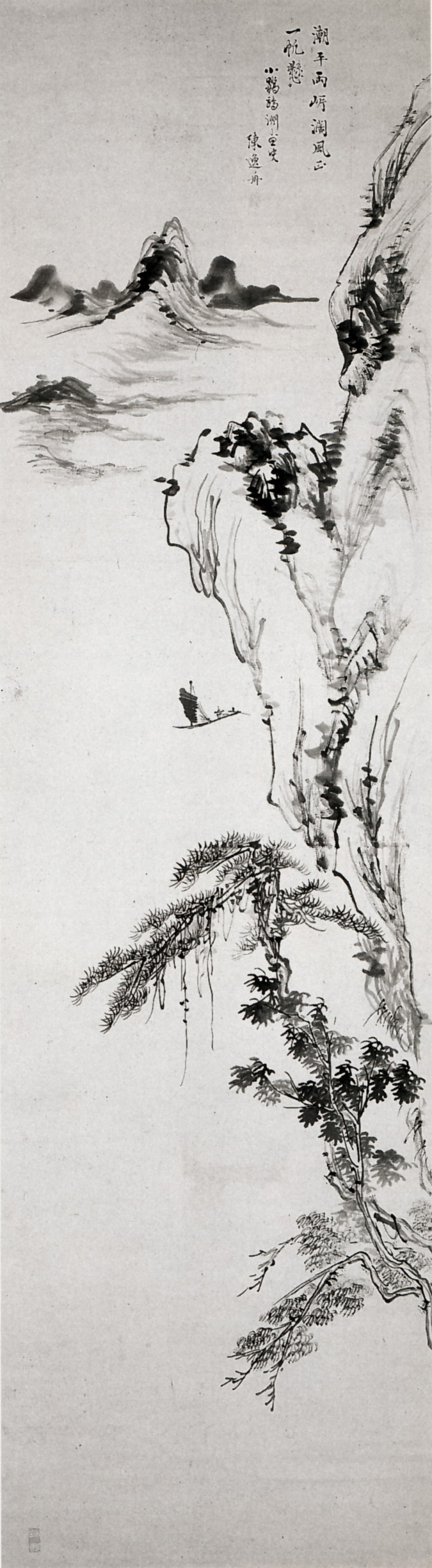
山水図 絹本墨画淡彩 江戸時代中期 橋本コレクション

道光7年(文政10年・1827年)、初来日。その後も船主、財幅として11回以上23年に亘り長崎を訪れる。
王翬によって興された虞山派の画風を受け継ぎ、山水図や梅花図を得意とした。
鉄翁祖門・木下逸雲・三浦梧門ら長崎南画三筆に画法を伝えた。そのほかにも滝和亭・谷口藹山なども逸舟から学んでいる。
子の陳子逸も父と同様に貿易商として明治初年に来舶し画技を伝えている。しかし、その技巧は父より劣った。

## 註
1. ↑  生年は嘉慶初年頃と推測され、道光30年(嘉永3年・1850年)まで生存が確認できるが以降は未詳。